# .ac
.ac es el dominio de nivel superior geográfico (ccTLD) para Isla Ascensión, administrado por NIC.AC, una subsidiaria de Internet Computer Bureau (una empresa del Reino Unido).
El registro de dominios de segundo nivel está restringido a personas con título profesional o académico, o que estén acreditados por un instituto u organización comercial; no se permiten registro de dominios de una o dos letras en este nivel.
El registro de dominios de tercer nivel está restringido a personas residentes de Isla Ascensión y se permiten dominios de letras. Para los dominios de tercer nivel se requiere que al menos uno de los Servidores de Nombres esté ubicado en Isla Ascensión.
Se permite el registro de Nombres de dominio internacionalizados (IDN).